# Sit Still, Look Pretty (album)
Sit Still, Look Pretty è il primo album in studio della cantante statunitense Daya, pubblicato nel 2016.

## Tracce
1. Dare – 3:29
2. Legendary – 3:24
3. I.C.Y.M.I. – 3:22
4. Thirsty – 3:19
5. Love of My Life – 3:11
6. Hide Away – 3:12
7. Cool – 3:34
8. Sit Still, Look Pretty – 3:22
9. Talk – 3:01
10. U12 – 3:23
11. Words – 3:32
12. Back to Me – 4:01
13. Got the Feeling – 3:37
14. We Are – 3:27